# Asilus maculatus
Asilus maculatus là một loài ruồi trong họ Asilidae. Asilus maculatus được Müller miêu tả năm 1766. Loài này phân bố ở vùng Cổ Bắc giới.